# Crónica Masculina

Crónica masculina nasce  em 8 de dezembro de 1956, sob a direção  de Rui Costa, publicando-se  todos os sábados. Pretende ser uma revista "de homem para homem" “tanto quanto possível amena e garrida”, “limpa, airosa, expurgada de assuntos de mau gosto”, salpicada “de graça – daquela graça inofensiva e sadia que a tua mentalidade e a tua moral não recusam”. Aparentemente, a fórmula não captou o interesse dos homens portugueses, pelo que a revista encerrou a publicação no seu 20.º número, em 20 de abril de 1957.